# Blåhuvad flugsnappare
Blåhuvad flugsnappare (Eumyias hoevelli) är en fågel i familjen flugsnappare inom ordningen tättingar.

## Utseende och läte
Hane blåhuvad flugsnappare gör skäl för sitt namn med just helblått huvud. Vidare är den olivgrön på ryggen och roströd undertill, även på buken. Honan saknar hanens blåa huva, medan ungfågeln är helbrun och fläckad. Blått på strupen skiljer hanen tydligt från sulawesiflugsnapparen, medan honan skiljs från både sulawesiflugsnappare, vitbrynad flugsnappare och roststrupig flugsnappare på brun rygg och rostbrun buk. Sången är trastlik, en melodisk medeljus ramsa med ett plötsligt slut.

## Utbredning och systematik
Fågeln är en stannfågel som förekommer i bergsskogar på 1400-2300 meter över havet på centrala och sydöstra Sulawesi i Indonesien. Den behandlas som monotypisk, det vill säga att den inte delas in i några underarter.

### Släktestillhörighet
Blåhuvad flugsnappare placeras traditionellt i släktet Cyornis, men förs sedan 2022 till Eumyias av tongivande Clements et al. Denna linje följs här.

## Levnadssätt
Blåhuvad flugsnappare hittas i undervegetation i bergsskogar. Där ses den enstaka eller i par, ibland som en del av kringvandrande artblandade flockar.

## Status
Trots det begränsade utbredningsområdet och det faktum att den minskar i antal anses beståndet vara livskraftigt av internationella naturvårdsunionen IUCN. 

## Namn
Fågelns vetenskapliga artnamn hedrar Gerrit Willem Wolter Carel Baron van Hoëvell (1848–1920), holländsk guvernör på Celebes 1902.